# Isoya Yui
Isoya Yui (磯谷祐維 (Ki Lộc Hữu Duy) - sinh ngày 15 tháng 1 năm 2003 tại Kakamigahara, Gifu, Nhật Bản) là một Nữ Lưu kì sĩ với số hiệu tại LPSA là 23. Cô là học trò của Yamasaki Takayuki Bát đẳng. 

## Sự nghiệp kì thủ

### Những bước đầu tiên
Cô bắt đầu chơi Shogi kể từ khi học lớp ba tiểu học. Vào năm tiếp theo, cô dự Hội Chuyên tu tại Tōkai và được thăng lên hạng B2.
Tháng 9 năm 2017, cô tham gia Trường Đào tạo Kỳ thủ nhưng rút lui vào tháng 7 năm 2018. Kể từ đó, Isoya Yui bắt đầu hoạt động trong giới với tư cách một kì thủ nghiệp dư. Năm đầu tiên học Cao trung (tương đương với Trung học phổ thông tại Việt Nam), cô vô địch giải Vương Vị nghiệp dư dành riêng cho các kì thủ nữ lần thứ 11 vào tháng 12 năm 2018.
Tháng 2 năm 2023, cô quay trở lại Hội Chuyên tu ở Kanto với mức khởi điểm là C1, và được thăng trở lại lên B2 vào tháng 4 năm 2023. Tháng 8 năm 2023, với việc chơi đủ 48 ván đấu, cô đủ điều kiện để trở thành Nữ Lưu kì sĩ với mức xếp hạng Nữ Lưu Nhị cấp.
Trong các giải cờ chính thức dành cho Nữ Lưu kì sĩ, cô đã lọt vào top 4 kì thủ xuất sắc nhất tại giải Cúp YAMADA Nữ vào năm 2022 với tư cách một kì thủ nghiệp dư. Isoya Yui cũng hai lần lọt vào giai đoạn Xác định Khiêu chiến giả của Giải Mynavi Nữ mở rộng vào các năm 2020 và 2023. Tại kỳ thứ 17 của Giải MyNavi Nữ mở rộng, cô vượt qua giai đoạn Thách đấu với tư cách một kì thủ nghiệp dư, và khi lọt vào XĐKCG, cô quyết định trở thành một kì thủ chuyên nghiệp nữ. 
Tại các giải cờ nghiệp dư dành cho nữ, cô hai lần liên tiếp chiến thắng giải Nữ Lưu Danh Nhân nghiệp dư chiến vào năm 2021-2022. Cô cũng chiến thắng giải Vương Vị nghiệp dư dành cho nữ 3 lần vào các năm 2018, 2019 và 2022. Trong môi trường học đường, cô cũng giành chiến thắng giải Nữ Lưu Danh Nhân dành cho học sinh toàn Nhật Bản lần thứ 42 vào tháng 1 năm 2022.

### Trở thành Nữ Lưu kì sĩ
Ngày 1 tháng 9 năm 2023, cô quyết định gia nhập Hội Kì thủ chuyên nghiệp Nữ Nhật Bản (LPSA) với mức xếp hạng Nữ Lưu Nhị cấp.

## Đời sống cá nhân
- Isoya chia sẻ lý do gia nhập LPSA là do: "Màu tóc của tôi có vẻ hơi kì lạ, nhưng tôi nghĩ họ sẽ chấp nhận nó và tôi sẽ được làm chính mình."[11]
- Cùng thành phố Kakamigahara với cô có kì thủ chuyên nghiệp Takada Akihiro.[12][13]

## Lịch sử thăng cấp
- 1 tháng 9 năm 2023: Nữ Lưu Nhị cấp - trở thành Nữ Lưu kì sĩ
- 17 tháng 11 năm 2023: Nữ Lưu Nhất cấp - do lọt vào trận Chung kết cúp YAMADA Nữ lần thứ 8[14]
- 3 tháng 1 năm 2024: Nữ Lưu Sơ đẳng - do chiến thắng cúp YAMADA Nữ lần thứ 8[15][16]